# Möbius-Syndrom
Beim Möbius-Syndrom (Synonym: okulofaziale Parese) handelt es sich um ein seltenes, angeborenes Syndrom, welches sporadisch auftritt und sich in erster Linie durch eine beidseitige Lähmung der mimischen Gesichtsmuskulatur (Fazialisparese) äußert. Die Ursache wird in einer Kernaplasie im Hirnstamm vermutet. Die Bewegungen sind dabei soweit eingeschränkt, dass beispielsweise Lächeln oder Stirnrunzeln nur schwer oder ganz unmöglich werden können und das Gesicht einen maskenhaften Ausdruck erhält. Kombinationen mit Störungen von Augenmuskeln, insbesondere einer Abduzensparese, sowie Lähmungserscheinungen, die auf Läsionen unterhalb (infranukleär) oder oberhalb (supranukleär) der Nervenkerngebiete zurückzuführen sind, bspw. Blicklähmungen, sind häufig. Das Möbius-Syndrom wird zur Gruppe der Kongenitalen kranialen Fehlinnervations-Syndrome (Congenital Cranial Dysinnervation Disorders – CCDD) gezählt.
In einigen Fällen geht das Möbius-Syndrom mit anderen körperlichen Beeinträchtigungen, wie Fehlbildungen an Fingern und Händen, einher. Eine weitere, wenn auch seltene, Verbindung besteht im Zusammenhang mit Ohrmissbildungen, Schwerhörigkeit und Gehörlosigkeit. Kombinationen mit anderen Syndromen, zum Beispiel dem Kallmann- oder dem Poland-Syndrom, sind möglich. Außerdem geht aus Studien hervor, dass knapp ein Drittel der Kinder mit Möbius-Syndrom eine Autismus-Spektrum-Störung haben.
Ein Leben ohne Mimik und insbesondere mimisches Lachen stößt im sozialen Umfeld immer wieder auf Ablehnung und ist mit konkreter Ausgrenzung verbunden. Jede Sozialisationsphase stellt sich als große Herausforderung dar. Die Krankheit wurde zuerst 1888 von dem deutschen Neurologen Paul Julius Möbius (1853–1907) beschrieben.